# Thiruvalla
Thiruvalla es una ciudad y  municipio situada en el distrito de Pathanamthitta en el estado de Kerala (India). Su población es de 52883 habitantes (2011). Se encuentra a 30 km de Pathanamthitta y a 148 km de Thrissur.

## Demografía
Según el censo de 2011 la población de Thiruvalla era de 52883 habitantes, de los cuales 24817  eran hombres y 28066 eran mujeres. Adoor tiene una tasa media de alfabetización del 97,64%, superior a la media estatal del 94%. la alfabetización masculina es del 98,05%, y la alfabetización femenina del 97,28%.

## Clima
| Parámetros climáticos promedio de Thiruvalla      | Parámetros climáticos promedio de Thiruvalla | Parámetros climáticos promedio de Thiruvalla | Parámetros climáticos promedio de Thiruvalla | Parámetros climáticos promedio de Thiruvalla | Parámetros climáticos promedio de Thiruvalla | Parámetros climáticos promedio de Thiruvalla | Parámetros climáticos promedio de Thiruvalla | Parámetros climáticos promedio de Thiruvalla | Parámetros climáticos promedio de Thiruvalla | Parámetros climáticos promedio de Thiruvalla | Parámetros climáticos promedio de Thiruvalla | Parámetros climáticos promedio de Thiruvalla | Parámetros climáticos promedio de Thiruvalla |
| Mes                                               | Ene.                                         | Feb.                                         | Mar.                                         | Abr.                                         | May.                                         | Jun.                                         | Jul.                                         | Ago.                                         | Sep.                                         | Oct.                                         | Nov.                                         | Dic.                                         | Anual                                        |
| ------------------------------------------------- | -------------------------------------------- | -------------------------------------------- | -------------------------------------------- | -------------------------------------------- | -------------------------------------------- | -------------------------------------------- | -------------------------------------------- | -------------------------------------------- | -------------------------------------------- | -------------------------------------------- | -------------------------------------------- | -------------------------------------------- | -------------------------------------------- |
| Temp. máx. media (°C)                             | 31.3                                         | 31.7                                         | 32.7                                         | 32.7                                         | 32                                           | 29.8                                         | 29.8                                         | 29.8                                         | 30                                           | 30                                           | 30                                           | 30.7                                         | 30.9                                         |
| Temp. mín. media (°C)                             | 22.5                                         | 23.4                                         | 24.7                                         | 25.4                                         | 25                                           | 23.9                                         | 23.9                                         | 23.8                                         | 24                                           | 23.8                                         | 23.5                                         | 22.6                                         | 23.9                                         |
| Precipitación total (mm)                          | 22                                           | 35                                           | 60                                           | 155                                          | 320                                          | 596                                          | 542                                          | 372                                          | 284                                          | 326                                          | 210                                          | 54                                           | 2976                                         |
| Fuente: http://en.climate-data.org/location/59916 |                                              |                                              |                                              |                                              |                                              |                                              |                                              |                                              |                                              |                                              |                                              |                                              |                                              |